# Ursel Bühring

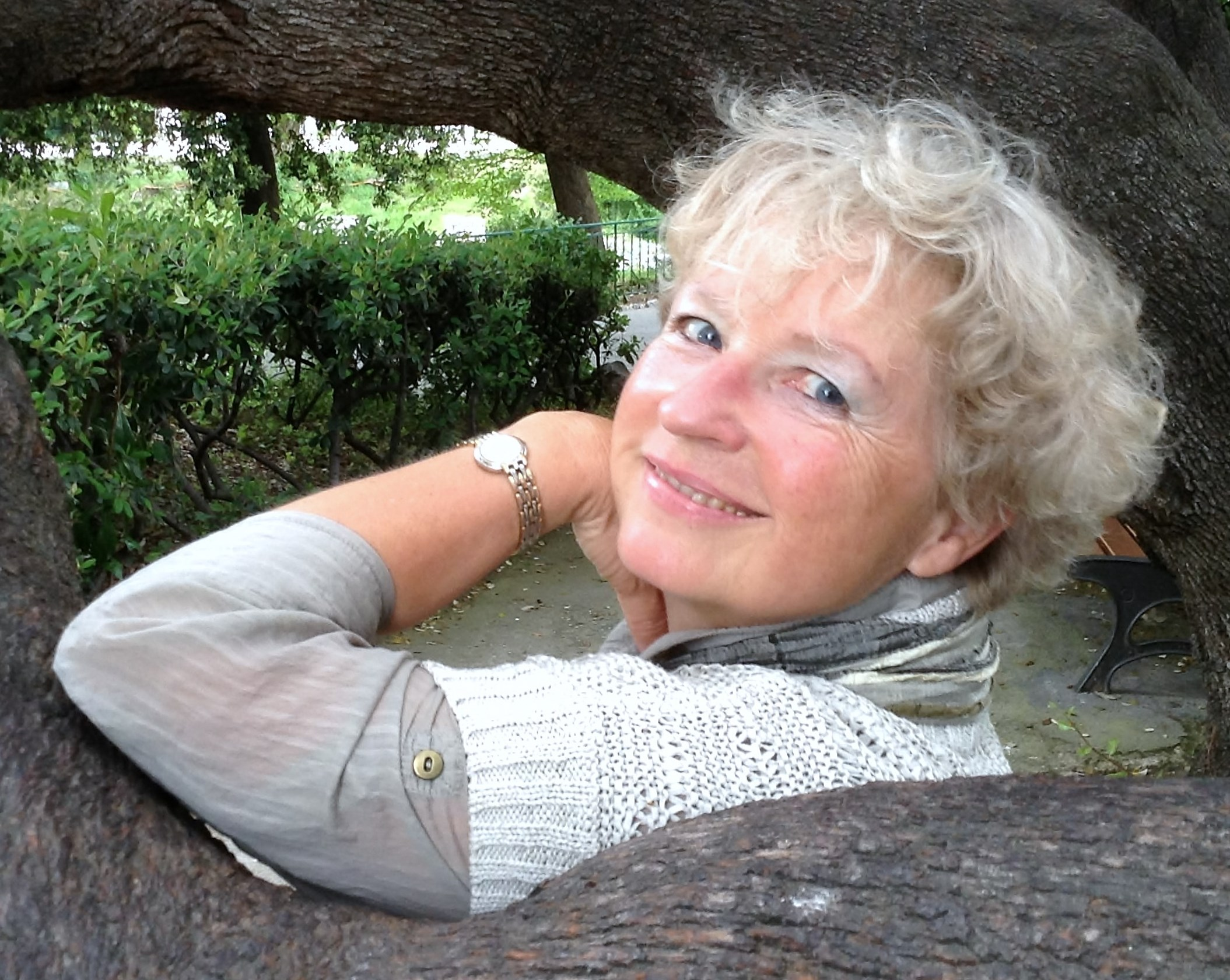
Ursel Bühring (2013)

Ursel Bühring (* 1950) ist eine deutsche Sachbuchautorin. Sie ist die Gründerin der Freiburger Heilpflanzenschule Ursel Bühring.

## Leben
Ursel Bühring ist nach eigenen Angaben ausgebildete Krankenschwester, Natur- und Umweltpädagogin und seit 1982 Heilpraktikerin ohne eigene Praxis. 1997 gründete sie die Freiburger Heilpflanzenschule Ursel Bühring, die erste Heilpflanzenschule in Deutschland.
Zum 1. Januar 2013 verkaufte sie die Schule, die jetzt unter neuer Leitung als Freiburger Heilpflanzenschule firmiert.
Für ihr Engagement in der Heilpflanzenkunde wurde ihr 2001 der „Regiopreis für Gesundheit und Ernährung“ vom Kulturförderkreis der Wirtschaft verliehen.
Sie veröffentlichte zahlreiche Bücher zur Heilpflanzenkunde sowie eine Mobile App und ist weiterhin als Dozentin für Phytotherapie im In- und Ausland tätig.

## Werke (Auswahl)
- Praxis-Lehrbuch Heilpflanzenkunde: Grundlagen, Anwendung, Therapie Sonntag, Stuttgart 2005; 4. überarbeitete Auflage: Haug, Stuttgart 2014, ISBN 978-3-8304-7749-5.
- Alles über Heilpflanzen: erkennen, anwenden und gesund bleiben. Ulmer, Stuttgart 2014; 3. aktualisierte Auflage 2014, ISBN 978-3-8001-8384-5.
- PhytoApp – Heilpflanzenwissen – Mobile App für Android, iPhone sowie als Webanwendung. Selbstverlag 2013, s. Weblinks
- mit Bernadette Bächle-Helde: Heilsame Wickel und Auflagen aus Heilpflanzen, Quark & Co. Ulmer, Stuttgart 2012, ISBN 978-3-8001-7978-7.
- Kuren für Körper und Seele: Organe pflegen mit Heilpflanzen. Ulmer, Stuttgart 2012, ISBN 978-3-8001-7672-4.
- mit Annegret Sonn: Heilpflanzen in der Pflege Verlag Hans Huber 2004, Neuauflage 2013, ISBN 978-3-456-84588-3.
- mit Helga Ell-Beiser, Michaela Girsch: Heilpflanzen für Kinder Verlag Eugen Ulmer, Stuttgart 2015, ISBN 978-3-8001-8358-6.